# Веремко Олександр Сергійович
Олекса́ндр Сергі́йович Вере́мко (* 1994) — капітан Збройних сил України, учасник російсько-української війни.

## З життєпису
Учасник російсько-української війни. Під час анексії Криму Росією познайомився з майбутньою дружиною.
У серпні 2014 року його екіпаж знищив першу бойову машину. Вони з піхотою обороняли Новопавлівську шахту; оскільки вона була коло траси, військовики там зробили ще й блокпост (дорога сполучає Антрацит, Красний Луч, Торез і Степанівку). Терористи хотіли їх будь-що вигнати з шахти; гатили з БМП і БМД. Одного дня екіпажу настав час відпочивати; вояки сховалися в шахті й заснули. Їх розбудив голос бійця з піхоти. Танк («ведмедик») стояв на виїзді із шахти — метрів за 100 від траси, тому дорогу було добре видно. Терористів обстріляли з кулемета НСВТ та підпалили — але машина рухалася далі. Тоді танкісти виїхали на трасу їй назустріч. Ворожу БМД знищили з відстані простого пострілу.
У Логвинове їх було направлено задля створення коридору для виходу військ з Дебальцевого. При зайнятті позиції танкісти виявили кілька одиниць ворожої техніки. Однак окупанти також помітили українських військовиків; зав'язався бій. Коли закінчилися набої, танкісти змушено вирушили в Луганське. На полі бою лишилися горіти ворожі БМП й танк. Коли повернулися, густий туман дуже обмежував видимість. Ранкову тишу розірвав постріл з танка, що причаївся за пагорбом. Від першого влучання танк заглух; було виведено з ладу триплекси, кумулятивний струмінь пропалив броню. Навідник загинув — його розірвало навпіл, командир зазнав поранення… Після четвертого влучання вибухнули акумуляторні батареї; загорілося відділення водія-механіка. Веремко зазнав опіків обличчя й рук. Із заціпеніння вивів стогін пораненого командира. Олександр став відповзати з пораненим. Метрів за 300—400 пролунав гучний вибух — вогонь дістався боєкомплекту. Почувся звук двигуна бойової машини — це командир піхотної роти на БМП-2 мчав на допомогу.
2015-го після Дебальцевого взяв відпустку й пішов із коханою до шлюбу. Вступив до Військового інституту танкових військ Національного технічного університету «Харківський політехнічний інститут».
На його рахунку з 2014 року 8 знищених ворожих бойових машин, 3 танки й 4 БМП.

## Нагороди та вшанування
- Указом Президента України № 878/2019 від 4 грудня 2019 року за «особисті заслуги у зміцненні обороноздатності Української держави, мужність і самовіддані дії, виявлені у захисті державного суверенітету та територіальної цілісності України, зразкове виконання військового обов'язку» нагороджений орденом «За мужність» III ступеня[3].